# Marcello Novaes
Marcello Tolentino Novaes (Rio de Janeiro, 13 de agosto de 1962) é um ator brasileiro. Iniciou sua carreira em 1988 e ganhou notoriedade ao interpretar papéis de muito destaque na TV, como o personagem Raí na novela Quatro por Quatro, e o inesquecível Max em Avenida Brasil. Hoje é considerado um dos principais atores da teledramaturgia brasileira.
Nos seus primeiros anos de carreira, Marcello ficou conhecido por participar de novelas de sucesso nos anos 1980, como Vale Tudo e Top Model. Porém ganhou destaque mesmo na década de 1990 participando de sucessos como Rainha da Sucata, Quatro por Quatro e Malhação 1998, além de ter tido participado de minisséries como Anos Rebeldes e Chiquinha Gonzaga. Nos anos 2000, a carreira do ator alavancou ainda mais, e o ator fez outros trabalhos notáveis, como as novelas O Clone, Chocolate Com Pimenta, América e Sete Pecados, além de ter tido destaque na minissérie A Casa das Sete Mulheres. A partir da década de 2010 destacou-se por interpretar com maestria o vilão Max em Avenida Brasil, além de participar de novelas icônicas como Cordel Encantado e O Outro Lado do Paraíso, e a série Dupla Identidade. Na década atual, Marcello brilhou na novela Além da Ilusão, na série Justiça 2 e na novela das sete Dona de Mim, na qual está vivendo o personagem Jacques. 
Em 1996, ao lado da atriz Letícia Spiller, foi ganhador do Prêmio Contigo! de TV, na categoria Melhor Par Romântico pela sua atuação como Raí na novela Quatro por Quatro ao lado de Letícia, que viveu Babalu. Além disso, Marcello foi indicado três vezes ao prêmio de Melhores do Ano, em 2003 e 2011 por suas atuações nas novelas Chocolate com Pimenta e Cordel Encantado, e em 2012 pela sua interpretação em Avenida Brasil, concorrendo ao prêmio de Melhor Ator. No cinema também foi premiado pelo filme Casa Grande em 2014, vencendo como Melhor Ator Coadjuvante no Festival Paulínea de Cinema. 

## Biografia
Desde os três anos de idade, o garoto Marcelinho gostava de imitar Roberto Carlos e de fazer esquetes improvisados, de sua própria criação. Era o encanto de todos na casa. Ele cresceu, percebeu que esse era a sua vocação, e procurou aprimorar-se. Inscreveu-se na escola de teatro O Tablado; ali, estudou com outros atores como Malu Mader, Drica Moraes, Maurício Mattar, Felipe Camargo, entre outros. 

## Carreira
Estreou na TV em 1988, com Vale Tudo. Interpretou o mesmo papel por duas vezes em novelas distintas, ambas assinadas por Silvio de Abreu, deu vida ao filho de dona Armênia, o Geraldo, nas respectivas tramas Rainha da Sucata e Deus Nos Acuda. Em 1991, fez uma pequena participação em Vamp, onde interpretou um piloto que fez o translado do caixão de Natasha de Portugal para o Brasil.
Seu primeiro protagonista veio em 1994, o mecânico Raí de Quatro por Quatro, onde atuou com Letícia Spiller.
Em 1996, protagonizou ao lado de Andrea Beltrão, Humberto Martins e Murilo Benício, a novela Vira Lata. Depois, mais uma vez fazendo ao lado de Letícia, protagonizou o núcleo jovem de Zazá.
Em 1999, participou da histórica minissérie Chiquinha Gonzaga e da novela Andando nas Nuvens, como um dos co-protagonistas, o valente Raul.
Em 2000, viveu o divertido Beterraba de Uga Uga.
No ano seguinte, mostrou a sua versatilidade ao encarnar o namorado de uma dependente química em O Clone, o segurança Xande.
Em 2003, em dobradinha, viveu o guerrilheiro Inácio de A Casa das Sete Mulheres e depois o caipira Timóteo de Chocolate com Pimenta. Devido ao bom resultado de sua parceria com Glória Perez, voltou a atuar numa novela da autora em 2005, interpretando o personagem Geninho em América. 
Em 2007, viveu Vicente em Sete Pecados. Em 2008, Ele interpretou o surfista Sandro na novela Três Irmãs.
Fez parte do núcleo cômico de Cama de Gato, como o pilantra Bené, fazendo par romântico com Heloísa Périssé.
Em 2011, repetiu a parceria com Duca Rachid e Thelma Guedes, e interpretou o gago Quiquiqui, na novela Cordel Encantado.
Em 2012, Marcello brilhou ao lado de Adriana Esteves interpretando o vilão Max em Avenida Brasil, sendo muito elogiado pela crítica. Em 2013, interpretou seu segundo vilão, na telenovela das sete Além do Horizonte. Em 2014, é anunciado no elenco de Dupla Identidade, série de Glória Perez, como um investigador que trabalha em parceria com a personagem de Luana Piovani.
Em 2015 é anunciado no elenco de A Regra do Jogo, na pele do mulherengo Vavá, onde se envolvia num triângulo amoroso com Suzana Pires e Giselle Batista. No ano seguinte integra o elenco da novela Sol Nascente, onde volta a contracenar com sua ex-mulher, a atriz Letícia Spiller. Em 2017, integrou o elenco da novela O Outro Lado do Paraíso, fazendo par romântico com Glória Pires. No ano seguinte, atua em O Sétimo Guardião no papel de um vilão, o capanga Sampaio. Em 2022 interpreta o gerente Eugênio na novela Além da Ilusão

## Vida pessoal
Em 1984 começou a namorar a empresária Sheyla Beta. O casal morou junto de 1986 a 1995 e teve um filho, o cantor Diogo Beta Novaes, nascido no ano de 1994.
Após o término do namoro, começou a namorar a atriz Letícia Spiller em 1995. Após poucos meses de namoro foram viver juntos. Com ela teve seu segundo filho, Pedro Novaes, nascido em 1996. O casal separou-se em 2000.
Em 20 de novembro de 2008, enquanto estava no ar na novela Três Irmãs ele foi agredido em uma boate no Rio de Janeiro e o ator precisou se afastar das gravações.
Em 2012, teve sua carteira de habilitação apreendida, além de pagar uma multa de cerca de R$ 1 mil reais, ao se negar a fazer o teste de bafômetro durante uma blitz no Rio de Janeiro.

## Filmografia

### Televisão
| Ano  | Título                   | Personagem                               | Notas                                       |
| ---- | ------------------------ | ---------------------------------------- | ------------------------------------------- |
| 1988 | Vale Tudo                | André Galhardo                           |                                             |
| 1989 | Top Model                | Filipe Augusto                           |                                             |
| 1990 | Rainha da Sucata         | Geraldo Giovanni (Gera)                  |                                             |
| 1991 | Caso Especial            | Ramon                                    | Episódio: "Marina"                          |
| 1992 | Anos Rebeldes            | Olavo                                    |                                             |
| 1992 | Você Decide              | Tiago                                    | Episódio: "Pesadelo"                        |
| 1992 | Deus Nos Acuda           | Geraldo Giovanni (Gera)                  |                                             |
| 1992 | Você Decide              | Tony Barroso                             | Episódio: "Amor discreto"                   |
| 1993 | Você Decide              | Bolonha                                  | Episódio: "Papai ou mamãe"                  |
| 1994 | Você Decide              | Antunes                                  | Episódio: "Amigo do peito"                  |
| 1994 | Quatro por Quatro        | Raimundo Schillatti (Raí)                |                                             |
| 1996 | Vira Lata                | Fidel Botelho Wanderpetrokovtz (Del)     |                                             |
| 1997 | Zazá                     | Hugo Guerreiro                           |                                             |
| 1998 | Malhação                 | Paulinho Kelé                            |                                             |
| 1998 | Sai de Baixo             | Godzilla                                 | Episódio: "De Costas Para o Perigo"         |
| 1998 | A Turma do Didi          | Ele mesmo / Gênio                        | Episódio: "25 de outubro"                   |
| 1999 | Chiquinha Gonzaga        | Jacinto Ribeiro do Amaral                |                                             |
| 1999 | Andando nas Nuvens       | Raul Pedreira                            |                                             |
| 2000 | Malhação                 | Felipe Caldas                            |                                             |
| 2000 | Uga Uga                  | Darcy dos Santos (Beterraba)             |                                             |
| 2001 | Brava Gente              | Gugu                                     | Episódio: "Como Matar Um Playboy"           |
| 2001 | O Clone                  | Alexandre Cordeiro (Xande)               |                                             |
| 2003 | A Casa das Sete Mulheres | Inácio                                   |                                             |
| 2003 | Chocolate com Pimenta    | Timóteo Mariano da Silva                 |                                             |
| 2004 | Sob Nova Direção         | Flávio                                   | Episódio: "Duas Perdidas Numa Noite Louca"  |
| 2005 | América                  | Genivaldo da Silva Higino (Geninho)      |                                             |
| 2006 | Malhação                 | Daniel San Martin (Formigão)             |                                             |
| 2007 | Sete Pecados             | Vicente de Freitas                       |                                             |
| 2008 | Três Irmãs               | Sandro Pedreira                          |                                             |
| 2008 | Guerra e Paz             | Rolandão                                 | Episódio: "Boleiros & Barangas"             |
| 2008 | Casos e Acasos           | Paulo                                    | Episódio: "O Flagra, a Demissão e a Adoção" |
| 2008 | Casos e Acasos           | Reinaldo                                 | Episódio: "O Bombeiro, o Furto e a Foto"    |
| 2008 | Dicas de um Sedutor      | Mauro                                    | Episódio: "Não É O Que Parece"              |
| 2009 | Cama de Gato             | Benedito Tibiriçá (Bené)                 |                                             |
| 2011 | Cordel Encantado         | Quintino dos Reis (Quiquiqui)            |                                             |
| 2012 | Avenida Brasil           | Maxwell Pereira Oliveira (Max)           |                                             |
| 2013 | Além do Horizonte        | Kléber Martins                           |                                             |
| 2014 | Dupla Identidade         | Delegado Alexandre Dias (Dias)           |                                             |
| 2015 | A Regra do Jogo          | Waltércio Stewart (Vavá)                 |                                             |
| 2016 | Sol Nascente             | Vittorio De Angeli                       |                                             |
| 2017 | O Outro Lado do Paraíso  | Renan Cerqueira                          |                                             |
| 2017 | TOC's de Dalila          | Heitor Abrantes Ferrão                   | Episódio: "Vou te Dar um Toque"             |
| 2018 | O Sétimo Guardião        | José Sampaio de Oliveira Gomes (Sampaio) |                                             |
| 2020 | Diário de Um Confinado   | Felipe (Lipe)                            | Temporada 2                                 |
| 2022 | Além da Ilusão           | Eugênio Barbosa                          |                                             |
| 2024 | Justiça 2                | Egisto Juarez                            |                                             |
| 2025 | Garota do Momento        | Eugênio Barbosa                          | Episódios: "22–27 de janeiro"               |
| 2025 | Dona de Mim              | Jacques Rubin Boaz                       |                                             |

### Cinema
| Ano  | Título                          | Personagem |
| ---- | ------------------------------- | ---------- |
| 2007 | Sambando nas Brasas, Morô?      | Pedro      |
| 2008 | O Guerreiro Didi e a Ninja Lili | Dr. Marcos |
| 2010 | Desenrola                       | Gabriel    |
| 2014 | Casa Grande                     | Hugo       |

### Videoclipes
| Ano  | Título | Artista   |
| ---- | ------ | --------- |
| 2001 | Baba   | Kelly Key |

## Prêmios e indicações
| Ano  | Prêmio                              | Categoria                                  | Nomeações             | Resultado |
| ---- | ----------------------------------- | ------------------------------------------ | --------------------- | --------- |
| 1996 | Prêmio Contigo! de TV               | Melhor Par Romântico (com Letícia Spiller) | Quatro por Quatro     | Venceu    |
| 2003 | Prêmio Globo de Melhores do Ano     | Melhor Ator Coadjuvante                    | Chocolate com Pimenta | Indicado  |
| 2007 | Prêmio Quem de Televisão            | Melhor Ator                                | Sete Pecados          | Indicado  |
| 2011 | Prêmio Globo de Melhores do Ano     | Melhor Ator Coadjuvante                    | Cordel Encantado      | Indicado  |
| 2012 | Prêmio Globo de Melhores do Ano     | Melhor Ator                                | Avenida Brasil        | Indicado  |
| 2012 | Prêmio Quem de Televisão            | Melhor Ator Coadjuvante                    | Avenida Brasil        | Indicado  |
| 2012 | Prêmio Extra de Televisão           | Melhor Ator                                | Avenida Brasil        | Indicado  |
| 2014 | Festival Paulínia de Cinema         | Melhor Ator Coadjuvante                    | Casa Grande           | Venceu    |
| 2016 | Grande Prêmio do Cinema Brasileiro  | Melhor Ator Coadjuvante                    | Casa Grande           | Indicado  |
| 2016 | Prêmio Guarani de Cinema Brasileiro | Melhor Ator Coadjuvante                    | Casa Grande           | Indicado  |